# Дубровський Олександр Панасович
Олекса́ндр Пана́сович Дубро́вський (нар. 1900, селище Дугненського заводу (Дугня) Калузького повіту Калузької губернії, тепер селище Дугна Ферзиковського району Калузької області, Російська Федерація — 1970, місто Рязань, Російська Федерація) — радянський партійний діяч, 1-й секретар Оренбурзького (Чкаловського) і Талди-Курганського обласних комітетів партії. Депутат Верховної Ради СРСР 1-го скликання (1940—1946). Кандидат у члени ЦК ВКП(б) (1939—1947).

## Біографія
Народився в родині робітника-ливарника. У 1910 році закінчив сільську школу в містечку Мишега Таруського повіту Калузької губернії.
У січні 1909 — грудні 1914 року — формувальник Дугненського чавуноливарного заводу Калузької губернії. У січні — червні 1915 року — підмайстер кондитерської фабрики «Реноме» в Москві. У червні 1915 — квітні 1917 року — візник у приватних власників у місті Петрограді. У квітні 1917 — квітні 1918 року — чорнороб торгового дому «Муроміци» і скляно-москательного магазину в Петрограді.
У травні 1918 — червні 1919 року — червоноармієць 109-го стрілецького полку 13-ї стрілецької дивізії РСЧА в місті Воронежі. У червні 1919 — травні 1921 року — червоноармієць 212-го Московського радянського стрілецького полку 24-ї Симбірської Залізної стрілецької дивізії РСЧА на Південно-Східному і Польському (Західному) фронтах.
Член РКП(б) з травня 1920 року.
У червні 1921 — травні 1922 року — курсант окружних політичних курсів у місті Києві.
У травні 1922 — листопаді 1923 року — політичний керівник (політрук) роти 23-го прикордонного загону в місті Кам'янці-Подільському.
У листопаді 1923 — вересні 1924 року — слухач Вищої прикордонної школи ОДПУ в Москві.
У жовтні 1924 — листопаді 1928 року — помічник із політичної частини коменданта 19-го прикордонного загону в місті Олевську Коростенської округи УСРР.
У листопаді 1928 — липні 1929 року — інструктор із політичної роботи 21-го прикордонного загону в місті Ямполі на Вінниччині.
У липні 1929 — липні 1930 року — політичний керівник (політрук) кавалерійського дивізіону 1-го Білоруського полку військ ОДПУ в місті Мінську.
З липня 1930 по січень 1931 року був на військовій пенсії в Москві, не працював.
У січні — травні 1931 року — комендант Московської взуттєвої фабрики «Паризька комуна». У травні — вересні 1931 року — начальник групи обліково-розподільного відділу Головного авіаційного управління ВРНГ СРСР в Москві.
У вересні 1931 — лютому 1933 року — начальник відділу кадрів Московського авіаційного заводу № 20. У лютому 1933 — січні 1934 року — помічник директора Московського машинобудівного заводу тресту «М'ясохолодбуд». У лютому 1934 — вересні 1935 року — помічник секретаря партійного комітету Московського авіаційного заводу № 33.
У жовтні 1935 — січні 1938 року — слухач аграрного Інституту червоної професури в Москві.
У січні — травні 1938 року — інструктор відділу керівних партійних органів ЦК ВКП(б).
10 травня 1938 — 4 травня 1942 року — в.о. 1-го секретаря, 1-й секретар Оренбурзького (Чкаловського) обласного комітету ВКП(б).
У травні 1942 — червні 1943 року — начальник Політичного управління Народного комісаріату харчової промисловості СРСР.
У липні 1943 — квітні 1944 року — відповідальний організатор Управління кадрів ЦК ВКП(б).
У березні — жовтні 1944 року — 1-й секретар Талди-Курганського обласного комітету КП(б) Казахстану.
У жовтні 1944 — серпні 1946 року — народний комісар (міністр) комунального господарства Молдавської РСР.
У серпні 1946 — червні 1948 року — 1-й секретар Касимовського міського комітету ВКП(б) Рязанської області.
З червня 1948 року — заступник начальника Рязанського обласного управління трудових резервів.
Потім — на пенсії в місті Рязані.

## Нагороди
- ордени
- медалі